# Ракетный удар Ирана по Израилю (октябрь 2024)

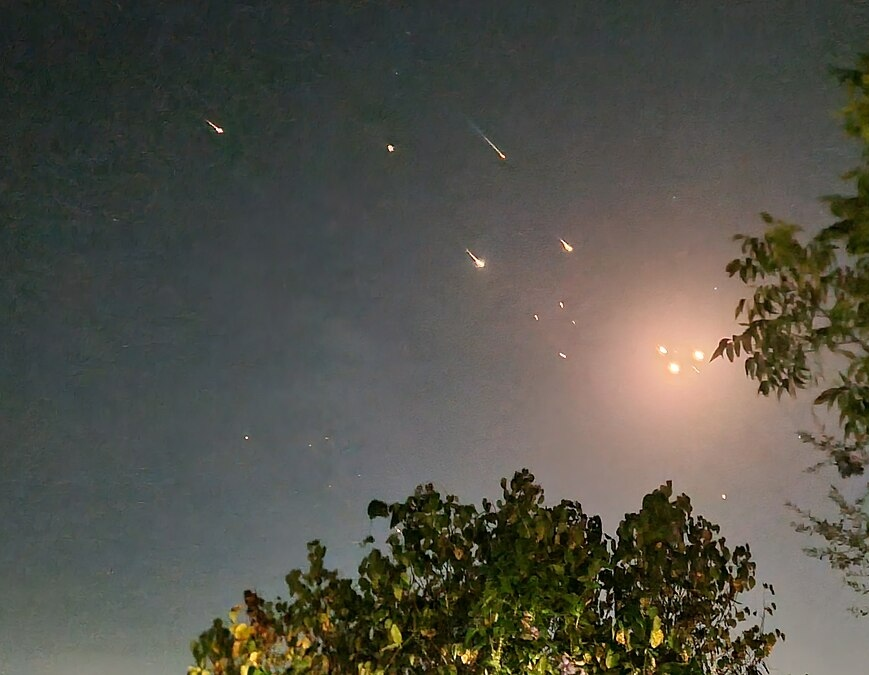
Ракеты (или обломки ракет) в небе над Нижней Галилеей

Ракетный удар Ирана по Израилю был нанесён вечером 1 октября 2024 года. В ходе удара, получившего название «Операция „Правдивое обещание 2“», были использованы около 200 баллистических ракет, атаковавших цели по всей территории Израиля. Первое попадание было зафиксировано в дом в Тель-Авиве. В результате атаки по всей стране прозвучала тревога, а аэропорт имени Бен-Гуриона перестал принимать самолёты. Согласно иранскому заявлению, атака была проведена в ответ на ликвидацию главы Хезболлы Хасана Насраллы и лидера Хамаса Исмаила Хании.
Неназванный иранский чиновник заявил агентству Рейтер, что приказ о запуске ракет по Израилю отдал лично аятолла Али Хаменеи. Газета New York Times со ссылкой на источники заявила, что президента Ирана Масуда Пезешкиана не проинформировали о предстоящей ракетной атаке на Израиль.
Одна из ракет упала в открытой местности. При ракетной атаке на Тель-Авив пострадали 2 мирных жителя. В городе Иерихон на Западном берегу Иордана от иранской ракеты погиб палестинский рабочий из сектора Газа.
Несколько попаданий было зафиксировано на территории авиабазы «Неватим», 3 октября агентство Associated Press опубликовало спутниковые снимки, предоставленные компанией Planet Labs, которые свидетельствуют, что небольшой ущерб был нанесён вспомогательным постройкам, однако базирующиеся там боевые самолёты не пострадали.
26 октября была совершена ответная операция «Дни покаяния».